# Kościół św. Marii Magdaleny w Zakrzewie
Kościół świętej Marii Magdaleny – rzymskokatolicki kościół parafialny należący do parafii pod tym samym wezwaniem (dekanat Złotów I diecezji bydgoskiej).
Obecna świątynia została zbudowana w latach 1839–1841 z kamieni polnych, w stylu neoromańskim, dzięki staraniom ówczesnego proboszcza księdza Jana Tomasza Zenona Cichockiego. Budowla została poświęcona w dniu 25 października 1841 roku, natomiast konsekrowana została 5 czerwca 1842 roku. Wieża świątyni została dostawiona w 1911 roku, w tym samym roku powstały nowe, neobarokowe ołtarze, witraże i organy. W 1922 roku została zbudowana Kaplica Różańcowa.
Świątynia charakteryzuje się bogatą polichromią wnętrza przedstawiającą świętych: Kazimierza, Stanisława Kostkę i Barbarę, Paschalisa, Andrzeja Apostoła, Klemensa Hofbauera, Piusa X, Jacka, Klarę i Marcina wykonaną przez malarzy; H. Kottrupa i P. Fuhrmanna z Berlina. Obrazy umieszczone na ścianach świątyni przedstawiają sakramenty święte. W ołtarzu głównym są umieszczone posągi świętych: Wojciecha, Wawrzyńca, Jana Nepomucena, Andrzeja Boboli oraz obraz Niepokalanej, namalowany na przełomie XVII i XVIII wieku. W górnej części ołtarza jest umieszczony obraz św. Marii Magdaleny z XIX wieku.
Elementami zabytkowego wyposażenia świątyni są: ambona w stylu rokokowym z bogato dekorowanym baldachimem, powstała w II połowie XVIII wieku, ołtarze: Ukrzyżowania, Serca Pana Jezusa i Matki Bożej (znajduje się w kaplicy), chrzcielnica w stylu barokowym oraz ludowa rzeźba Chrystusa na krzyżu.